# Apalophlebia venosa
Apalophlebia venosa là một loài thực vật có mạch trong họ Polypodiaceae. Loài này được (Blume) C. Presl miêu tả khoa học đầu tiên.